# ニワナズナ属
ニワナズナ属（庭薺属、学名：Lobularia）は、アブラナ科の植物である。かつてはミヤマナズナ属（Alyssum）に分類されていた。
マカロネシアと地中海沿岸に4、5種が分布する。一年草で、草丈は10〜40cm。葉は長楕円形で、花弁の色は白い。

## 主な種
- Lobularia canariensis
- Lobularia libyca
- Lobularia intermedia (シノニム L. canariensis subsp. intermedia)
- Lobularia marginata (シノニム L. canariensis subsp. marginata)
- ニワナズナ Lobularia maritima

### ニワナズナ
最も有名な種はニワナズナ（英 Sweet alyssum）である。種小名に「海の近く」とあるように、東ヨーロッパから西アジアの海岸沿いの温暖な地方に分布する。
耐寒性または半耐寒性の一年草である。草丈15cmくらいで、地際からよく分枝して、マット状に広がる。葉は非常に細い。花は暖地の秋まきで4月頃、寒地で春播きすると夏に咲く。花径は3mmくらいで、花色に白・薄いピンク・藤色などがあり、強い香りがある。「ニワナズナ」という和名があるがほとんど使われず、アリッサムまたは英名のままスイートアリッサムと呼ばれることが多い。

#### 栽培
種まきは暖地では10月上旬、寒地は4月下旬から5月上旬がよい。微細種子なので、タネは浅鉢にまき、受け皿から吸水するようにする。しかし、発芽はよく、苗にしてしまえば比較的丈夫である。水はけと日当たりの良いところを好む。花壇・鉢植え、ロックガーデンに向く。

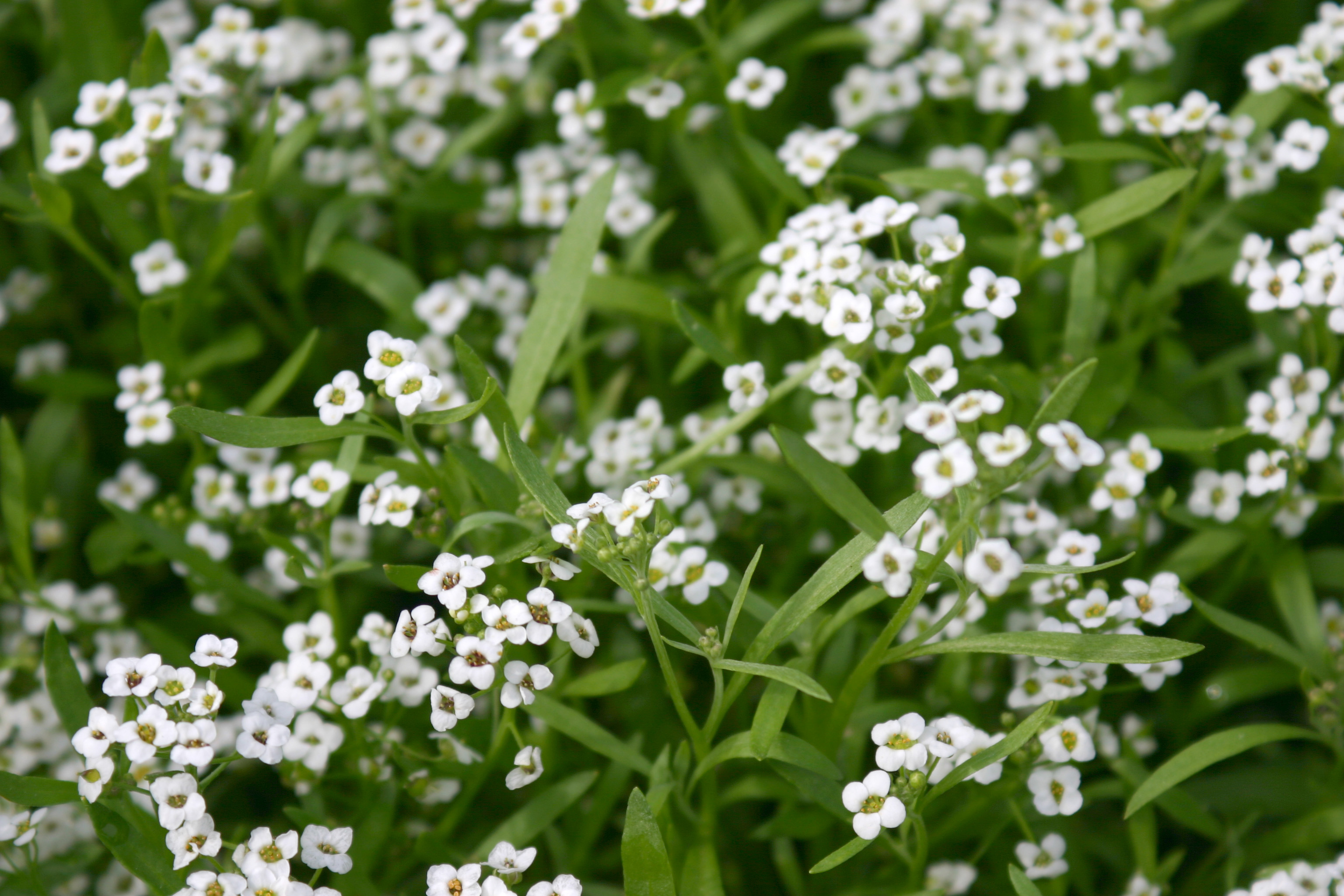
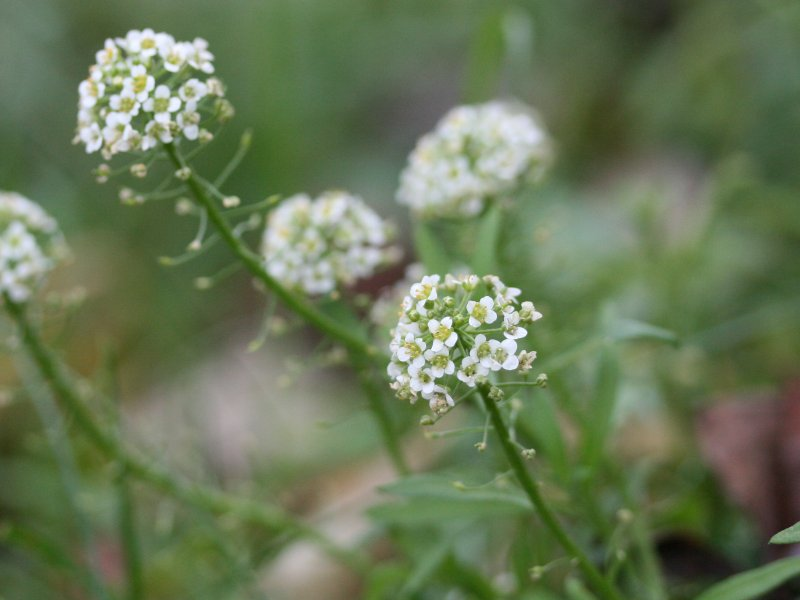